# The Missing Link (wrestler)
Byron James John "Dewey" Robertson, noto con lo pseudonimo The Missing Link (Hamilton, 28 febbraio 1939 – Hamilton, 16 agosto 2007), è stato un wrestler canadese.
Interpretando la gimmick di The Missing Link (in italiano "l'anello mancante" tra l'uomo e la bestia), Robertson si pitturava il viso di blu e verde e si rasava la testa in alcuni punti lasciando crescere i capelli in altri. La sua gimmick era simile a quelle di George Steele e Kamala, un uomo selvaggio e folle bisognoso di un manager o di un allenatore che lo portasse sul ring. Durante gli incontri, Robertson era solito sbattere ripetutamente da solo la testa contro i sostegni del ring o contro sedie in legno.
Ebbe il suo momento di massima popolarità negli anni ottanta nella World Class Championship Wrestling, dove il suo manager era Skandor Akbar, e nella World Wrestling Federation, sotto la guida di Bobby "The Brain" Heenan".

## Carriera

### Inizi
Robertson iniziò la carriera nel wrestling in Canada negli anni sessanta lottando come "Dewey Robertson". Era un face molto popolare nella zona di Toronto. Si è a lungo creduto che fosse stato introdotto nell'ambiente dall'ex campione NWA Whipper Billy Watson (William Potts), ma Watson fu solo il padrino dei suoi figli. Nel 1973 si spostò a lottare negli Stati Uniti del sud e in Australia, ma tornò un anno dopo con il ring name "The Masked Crusader" insieme al manager John St. John (John Lang). Poco tempo dopo perse la maschera contro The Sheik. Successivamente, formò un tag team chiamato "The Crusaders" con Billy Red Lyons. All'epoca diresse anche una palestra, e fece anche un celebre spot pubblicitario dove strappava in due una guida telefonica in un supermarket.
La sua prima vittoria di un titolo arrivò nel maggio 1973 quando in coppia con Dennis Stamp vinse la versione Tri-State dell'NWA United States Tag Team Championship. Rimase campione fino a luglio, per poi perdere le cinture contro Alex Perez ed El Gran Tapio. A Toronto il 23 giugno 1974, in coppia con Billy Red Lyons vinse l'NWA International Tag Team Championship (versione di Toronto) dai The Love Brothers (Hartford & Reginald). I Love Brothers riconquistarono le cinture l'8 settembre, ma Robertson & Lyons le rivinsero il 29 dicembre. Detennero i titoli per oltre sei mesi prima di cederle a Mike & Pat Kelly nel giugno 1975. Robertson & Lyons ebbero un ultimo regno da campioni di coppia, vincendo il rematch svoltosi il 24 agosto. Durante un match con i fratelli Kelly, Robertson si ruppe la gamba destra mentre eseguiva una manovra aerea. Lui e Lyons fecero anche dei tour in Giappone.

### National Wrestling Alliance (1979–1985)
Nel 1979, Robertson lottò nella Jim Crockett Promotions come wrestler heel con "Nature Boy" Buddy Rogers come suo manager. Come mossa finale utilizzava la figure-four leg lock di Rogers. Quell'anno, vinse un torneo a Toronto per aggiudicarsi il vacante NWA Canadian Heavyweight Championship, sconfiggendo Gene Kiniski, Ken Patera e in finale Greg Valentine. Lottò anche contro il campione NWA Harley Race e con il campione AWA Nick Bockwinkel a Toronto. In entrambe le occasioni il match terminò in pareggio. In seguito perse il titolo NWA Canadian contro Great Hossien (il futuro Iron Sheik).

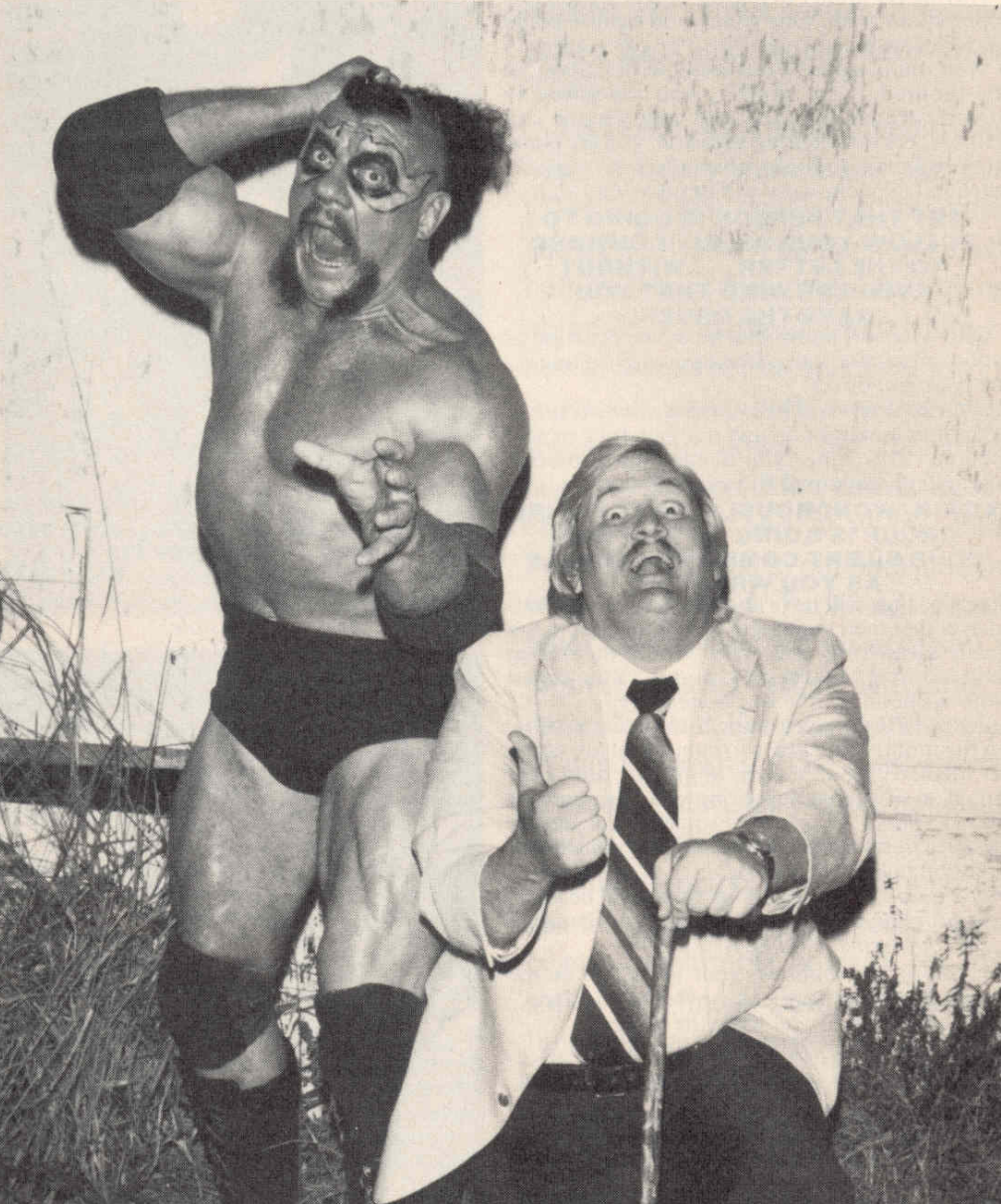
The Missing Link e Percy Pringle III (1985)

Nel 1980 viaggiò tra Ontario e Mid-Atlantic Championship Wrestling, dove continuò a lottatore nella divisione tag team. In coppia con George Wells vinse l'NWA Mid-Atlantic Tag Team Championship sconfiggendo gli Sheepherders il 12 dicembre 1980. La coppia detenne le cinture per circa due mesi prima di cederle a Genichiro Tenryu & Mr. Fuji nel febbraio 1981. Robertson riconquistò il titolo più avanti quello stesso anno, questa volta in coppia con Johnny Weaver, battendo Tenryu e Fuji.
Robertson si spostò quindi nella Central States Wrestling, dove vinse la maggior parte dei suoi titoli. Il 22 ottobre 1981, conquistò l'NWA Central States Television Championship sconfiggendo Gene Lewis. Perse il titolo contro Oliver Humperdink poco dopo ma lo riguadagnò nel rematch. Il 18 febbraio 1982, tuttavia, la perse nuovamente contro Lewis. La sconfitta permise a Robertson di concentrarsi sull'NWA Central States Tag Team Championship, che vinse in cinque occasioni. La prima volta nell'ottobre  1981 insieme a Rufus R. Jones sconfiggendo Buzz Tyler & James J. Dillon. Poi nel marzo 1982 in coppia con Steven Regal sconfiggendo Roger Kirby & Jerry Valiant. Il titolo cambiò di mano altre due volte quello stesso mese, quando Kirby e Valiant riconquistarono le cinture per poi perderle ancora contro Robertson e Regal. Due mesi dopo, Kirby e Valiant si ripresero i titoli. Robertson trovò un nuovo partner, e vinse nuovamente le cinture in coppia con Hercules Hernandez in agosto. Il regno durò meno di un mese, ma Robertson e Hernandez rivinsero le cinture di campioni nel settembre 1982. L'anno dopo, il più grande successo, Robertson lo ebbe come wrestler singolo. Il 10 febbraio 1983, egli vinse l'NWA Central States Heavyweight Championship sconfiggendo Manny Fernandez. Due mesi dopo cedette il titolo a Bob Brown ma lo riconquistò nel rematch la settimana successiva. Il secondo ed ultimo regno di Robertson terminò con una sconfitta contro Harley Race il 2 giugno 1983.
Nel 1983, cambiò look e divenne "Max, the Missing Link" nella Mid-South Wrestling impersonando la gimmick del wrestler folle e selvaggio. Passò poi alla World Class Championship Wrestling entrando a far parte della stable Devastation Inc. di Skandor Akbar; ed avendo un feud con la famiglia Von Erich e i Fabulous Freebirds. Successivamente andò a combattere nella Championship Wrestling from Florida dove ebbe un breve feud con Bugsy McGraw.

### World Wrestling Federation (1985)
The Missing Link debuttò in WWF il 20 maggio 1985 al Madison Square Garden; era accompagnato sul ring dal manager Bobby "The Brain" Heenan e sconfisse S.D. Jones in meno di due minuti. Nel settembre 1985, Heenan cedette i contratti di management di The Missing Link e Adrian Adonis al manager Jimmy Hart in cambio del contratto di King Kong Bundy. Robertson lasciò bruscamente la federazione nell'ottobre seguente a causa di problemi con le droghe.
Durante il suo breve stint in WWF, The Missing Link lottò principalmente contro dei jobbers. Sconfisse S.D. Jones, George Wells, Rick McGraw, Salvatore Bellomo, Tony Garea, Jose Luis Rivera, Lanny Poffo, e Swede Hanson. Tuttavia, quando gli avversari si facevano più impegnativi, stentava a vincere. La prima sconfitta ufficiale arrivò il 22 luglio 1985 contro George "The Animal" Steele. Il 24 luglio, a Buffalo (New York), perse contro Bruno Sammartino per conteggio fuori dal ring. Durante il match, Missing Link distrusse svariate sedie dei telecronisti e commentatori a bordo ring causando la messa al bando di spettacoli WWF dalla città. Il 18 agosto venne schienato dal campione Intercontinentale Tito Santana a Tampa, in Florida. Inoltre, perse anche con Ivan Putski, Tony Atlas, e B. Brian Blair.  In WWF, lottò contro Mad Dog Vachon in tre occasioni separate: pareggiando al Met Center di Minneapolis (25 agosto); vincendo per countout a Milwaukee (5 settembre); e perdendo a Denver (20 settembre). Nel suo ultimo match trasmesso in televisione, andato in onda su WWF Prime Time Wrestling il 12 novembre (ma registrato il 12 ottobre al Boston Garden), Paul Orndorff lo schienò in meno di cinque minuti dopo che Link era stato distratto dal suo manager, Jimmy Hart.

## Morte
Robertson è morto il 16 agosto 2007, dopo una lunga malattia dovuta a un tumore ai polmoni.

## Personaggio
- Mosse finali
  - Diving headbutt
  - Figure four leglock
- Manager
  - Kenny Casanova
  - Skandor Akbar
  - Baby Doll
  - Dark Journey[10]
  - Jimmy Hart[11]
  - Bobby Heenan[12]
  - Percy Pringle III[13]
  - "Nature Boy" Buddy Rogers
  - Gary Royal
  - Sheena[14]
  - John St. John
  - Sunshine

## Titoli e riconoscimenti
- Central States Wrestling
  - NWA Central States Heavyweight Championship (2)[8]
  - NWA Central States Tag Team Championship (5) – con Rufus R. Jones (1), Steve Regal (2), Hercules Hernandez (2)[7]
  - NWA Central States Television Championship (2)[6]

- Maple Leaf Wrestling
  - NWA Canadian Heavyweight Championship (Toronto version) (1)[1]
  - NWA International Tag Team Championship (Toronto version) (3) – con Billy Red Lyons[3]

- Mid-Atlantic Championship Wrestling
  - NWA Mid-Atlantic Tag Team Championship (2) – con George Wells (1) & Johnny Weaver (1)[5]

- NWA Tri-State
  - NWA United States Tag Team Championship (Tri-State version) (1) – con Dennis Stamp[2]

- Pro Wrestling Illustrated
  - 292º nella lista dei migliori 500 wrestler durante i "PWI Years" del 2003.[15]